# Bundesmeisterschaft des DFuCB 1893/94
Die Bundesmeisterschaft des DFuCB 1893/94 war die dritte unter dem Deutschen Fußball- und Cricket Bund (DFuCB) ausgetragene Bundesmeisterschaft. Die Meisterschaft wurde in dieser Saison in zwei Klassen mit insgesamt 15 Teilnehmern ausgespielt. Sechs Vereine spielten in der ersten, neun in der zweiten Klasse.
Der BTuFC Viktoria 1889 setzte sich mit zwei Punkten Vorsprung vor dem BFC Germania 1888 durch und wurde zum zweiten Mal Fußballmeister des DFuCB. Beide Vereine waren vor dem letzten Spieltag punktgleich und trafen am letzten Spieltag direkt aufeinander. Da das Spiel nach 90 Minuten 0:0 stand, wurde es verlängert, nachdem Viktoria 2:0 in Führung ging, hat Germania das Spielfeld verlassen. Der Schiedsrichter brach das Spiel ab und erklärte Viktoria zum Sieger. Eine landesweit ausgespielte deutsche Fußballmeisterschaft gab es noch nicht.

## Fußball

### Erste Classe
| Pl. | Verein                  | Sp. | S | U | N  | Tore    | Quote | Punkte |
| --- | ----------------------- | --- | - | - | -- | ------- | ----- | ------ |
| 1.  | BTuFC Viktoria 1889 (M) | 10  | 9 | 0 | 1  | 017:500 | 3,40  | 18:20  |
| 2.  | BFC Germania 1888       | 10  | 7 | 2 | 1  | 017:700 | 2,43  | 16:40  |
| 3.  | The English FC A        | 10  | 4 | 2 | 4  | 016:700 | 2,29  | 10:10  |
| 4.  | BTuFC Allemannia 1890   | 9   | 3 | 1 | 5  | 006:130 | 0,46  | 07:11  |
| 5.  | BFC Stern 1889          | 9   | 2 | 1 | 6  | 002:210 | 0,10  | 05:13  |
| 6.  | BFC Frankfurt 1885 B    | 10  | 0 | 0 | 10 | 002:700 | 0,29  | 0:20   |

| (M) | Titelverteidiger |

Viktoria: W. Grassow – G. Rüffer, P. Laube – K. Friese, H. Luther, F. Bobe – Kralle, O. Baudach, H. Obst, F. Baudach, W. Horn.
Vom Verband waren noch zwei Spiele um die Bundesmeisterschaft des DFuCB in Berlin geplant, bei denen der Sieger der Berliner Meisterschaft gegen die Vereine DFV Hannover 1878 u. FC Hanau 1893 spielen sollte. Beide Vereine waren damals auswärtige Mitglieder des DFuCB und sagten die Teilnahme zu diesen Spielen ab. Hannover spielte damals hauptsächlich Rugby und Hanau konnte die Reisekosten nach Berlin nicht finanzieren.

### Zweite Classe
| Pl. | Verein                          | Sp. | Tore  | Punkte |
| --- | ------------------------------- | --- | ----- | ------ |
| 1.  | BFC Tasmania 1890               | 15  | 27:70 | 25:50  |
| 2.  | BFC Vorwärts 1890               | 15  | 17:60 | 23:70  |
| 3.  | BFC Phönix 1893                 | 15  | 24:80 | 21:90  |
| 4.  | BFC Teutonia 1891               | 15  | 16:12 | 15:15  |
| 5.  | BTuFC Normannia 1892            | 12  | 11:70 | 14:10  |
| 6.  | BTuFC Deutschland A             | 13  | 16:16 | 09:17  |
| 7.  | BFC Concordia 1890              | 15  | 04:20 | 09:21  |
| 8.  | Verein Sport-Excelsior Berlin B | 14  | 02:40 | 07:21  |
| 9.  | SC Norden-Union Berlin          | 10  | 0:1   | 01:19  |

Auf dem ordentlichen Bundestage vom 13./14. Mai 1894 wurde die Frage der Meisterschaft der 2. Classe wie folgt entschieden: Einem Antrag des BFC Tasmania zur Wiederholung eines am grünen Tisch verlorenen Spiels wurde nach zweimaliger Abstimmung nicht stattgegeben. Danach wurde der BFC Vorwärts für den Gewinn der 2. Classe geehrt. Diese Entscheidung wurde auch von allen beteiligten Vereinen anerkannt.

## Cricket
1. Berliner CC 1883
 2. Verein Sport Berlin
 3. BTuFC Deutschland
 4. BTuFC Viktoria 1889
 5. BFC Germania 1888
 6. BTuFC Allemannia 1890
 7. BTuFC Normannia 1892